# Donald Blakeslee
Donald James Matthew Blakeslee (11 de setembre de 1917 - 3 de setembre de 2008) va ser un oficial de les Forces Aèries dels Estats Units, la carrera aeronàutica del qual va començar com a pilot de la Royal Canadian Air Force pilotant avions de combat Spitfire durant la Segona Guerra Mundial. Després es va convertir en membre dels Esquadrons Eagle de la Royal Air Force, abans de transferir-se a les Forces Aèries de l'Exèrcit dels Estats Units el 1942. Va volar en més missions de combat contra la Luftwaffe que qualsevol altre pilot de combat estatunidenc, i al final de la guerra era un as de l'aviació amb 15,5 victòries aèries.

## Biografia
Blakeslee va néixer a Fairport Harbor, Ohio, l'11 de setembre de 1917, i es va interessar per volar després de veure les curses aèries de Cleveland de petit. Amb els diners estalviats de la seva feina a la Diamond Alkali Company, ell i un amic van comprar un Piper J-3 a mitjans de la dècada de 1930, i el van fer volar des de Willoughby Field, Ohio. Tanmateix, el seu amic va estavellar l'avió el 1940 i, en no tenir ni assegurança ni diners per comprar-ne un altra, Blakeslee va decidir que la millor manera de seguir volant era unir-se a la Royal Canadian Air Force (RCAF) .

### Segona Guerra Mundial

#### Esquadrons de la RCAF i Eagle
Després d'entrenar-se al Canadà, Blakeslee va arribar a Anglaterra el 15 de maig de 1941, on va ser assignat al 401r Esquadró de la RCAF. L'esquadró va ser assignat a l'Ala Biggin Hill. Volant sobre França, l'oficial pilot Blakeslee sembla que va veure el combat per primera vegada el 18 de novembre de 1941, quan va danyar un Bf 109 prop de Le Touquet; i va aconseguir la seva primera victòria el 22 de novembre de 1941, un Bf 109 destruït, sobre Desvres, a uns 16 quilòmetres al sud de Marck; en la mateixa missió, va danyar un altre Bf 109 mentre tornava a la base. Les seves següents victòries no es van aconseguir fins al 28 d'abril de 1942, probablement dos Fw 190 destruïts. Va demostrar que no era un tirador particularment bo, però era receptiu als principis implicats en les tàctiques de combat aeri, i aviat es va demostrar que era un líder dotat, a l'aire i a terra.
L'estiu de 1942 ja era tinent de vol en funcions i va ser condecorat amb la Creu dels Vols Distingits britànica el 14 d'agost de 1942. La citació deia:
| « | Tinent de vol interí Donald James Mathew BLAKESLEE (Can.J/4551) Esquadró núm. 133 (Eagle) de la Royal Canadian Air Force. Aquest oficial ha completat un gran nombre de sortides sobre territori enemic. Ha destruït 1, probablement 2 i ha danyat diversos avions hostils més. És un bon líder, l'entusiasme del qual ha demostrat ser molt inspirador. | » |

Aleshores va completar el seu primer servei , acumulant 200 hores de combat amb tres victòries.
Blakeslee havia evitat estudiadament formar part dels Esquadrons Eagle de voluntaris estatunidenc, afirmant que "es van comportar com a germans en fer les seves afirmacions". Però quan li van dir que seria assignat com a pilot instructor, finalment es va oferir voluntari per ser enviat a l'133è Esquadró (Eagle) de la RAF com a oficial al comandament, que era l'única manera que podia mantenir l'estatus de combat. Durant l'atac contra Dieppe, el 18 d'agost de 1942, Blakeslee va abatre un altre Fw 190, i un altre probablement va ser destruït el dia 19, aconseguint així l'estatus d'as .

#### 4t Grup de Caces

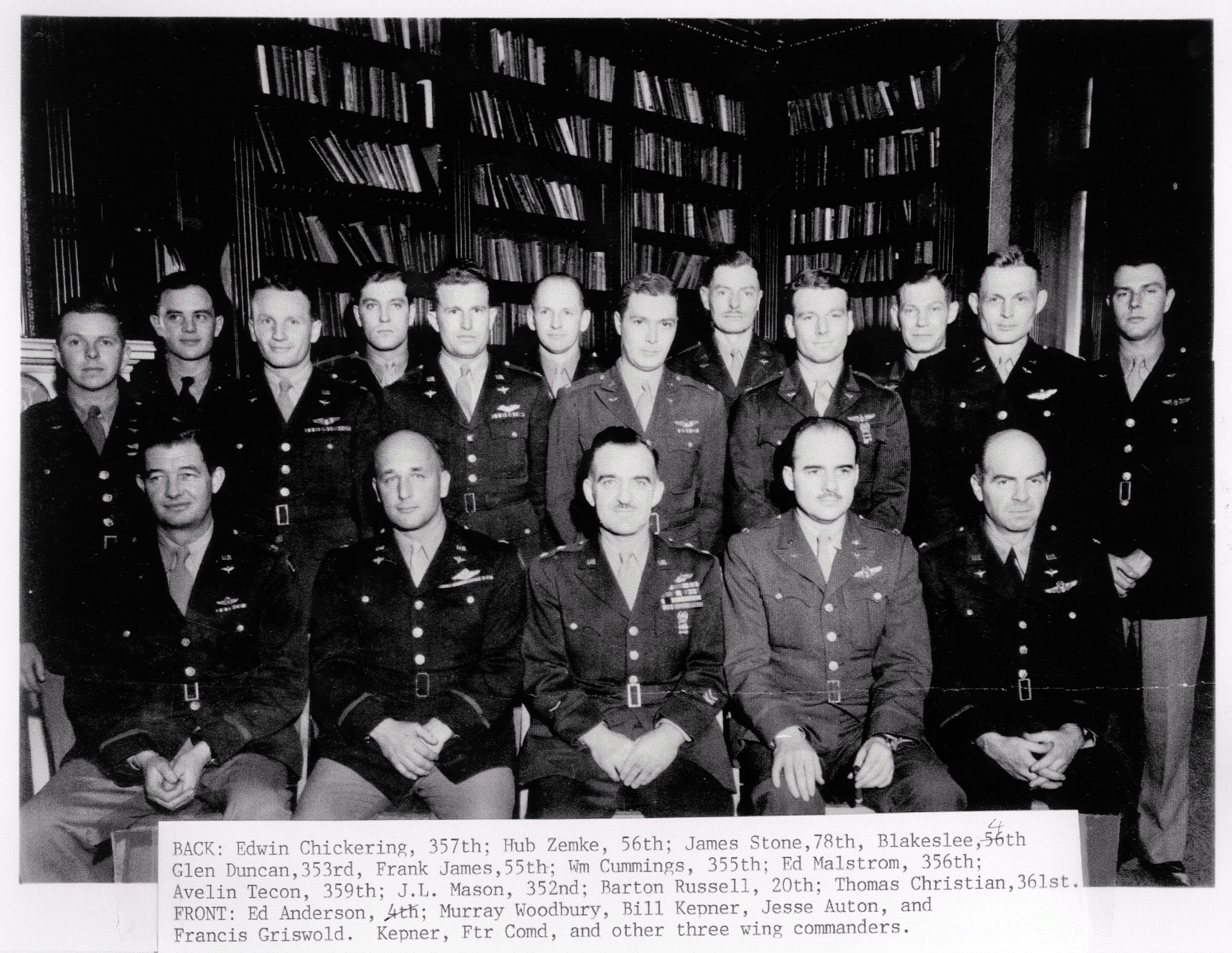
Comandants dels Grups de Caça de la 8a Força Aèria el 1944; Blakeslee és el quart per l'esquerra a la fila del darrere.

El 12 de setembre de 1942, els esquadrons 71, 121 i 133 van ser "activats" com el 4t Grup de Caces de la USAAF, operant des d'un antic camp de la RAF a Debden. Després d'uns mesos volant Spitfires, el grup va ser reequipat amb el nou Republic P-47 Thunderbolt. El 15 d'abril de 1943, Blakeslee va reclamar un Fw 190 per a la primera "victòria" del grup amb un P-47, i va reclamar un altre Fw 190 el 14 de maig de 1943, tots dos prop de Knocke. Liderant el 335è Esquadró del 4t FG, Blakeslee va portar el grup a Alemanya per primera vegada el 28 de juliol. Cap a finals d'any, Blakeslee va liderar el grup més sovint i va desenvolupar una tàctica de volar en cercles per sobre de qualsevol batalla aèria i dirigir els seus caces segons calgués.

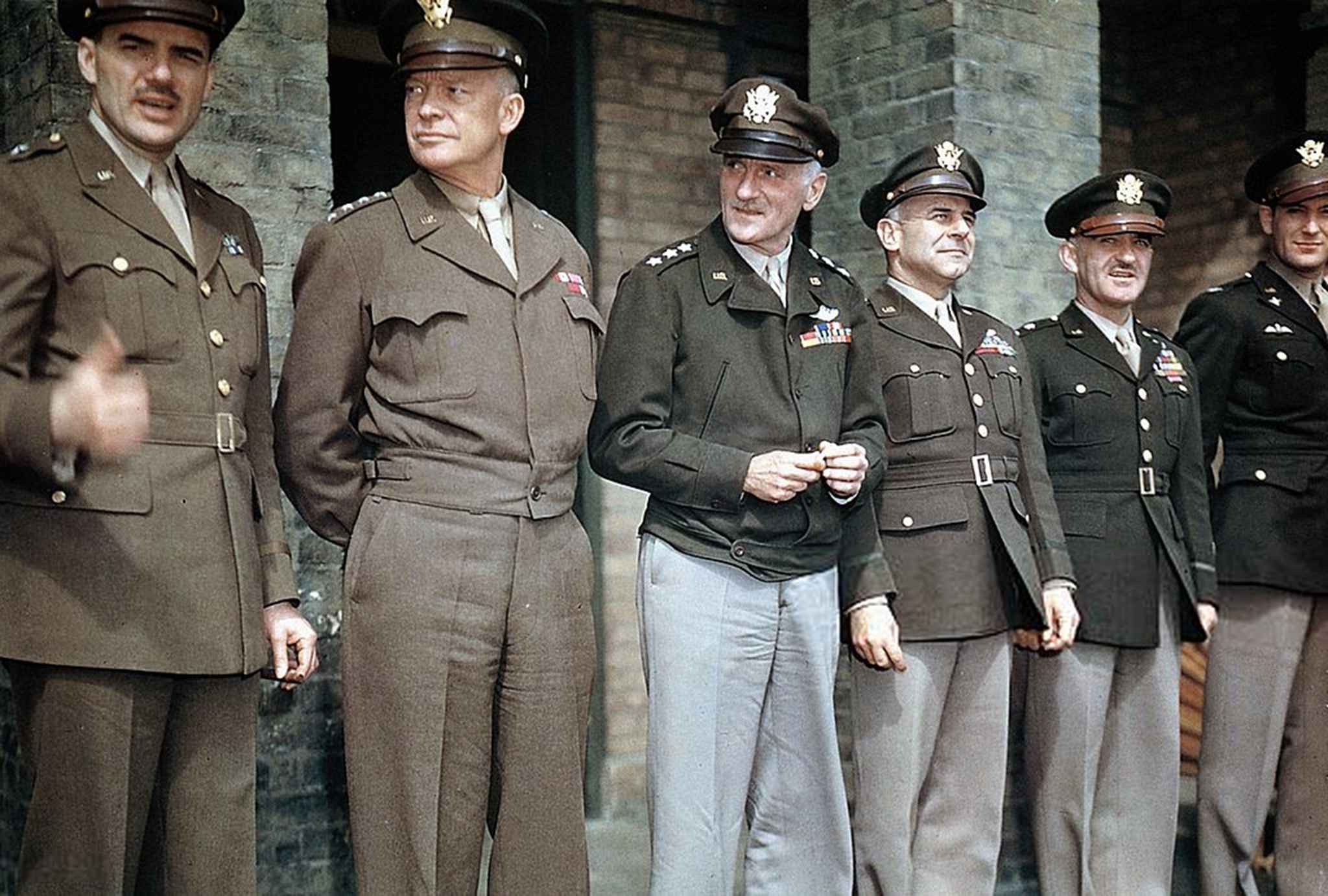
Els generals Jesse D. Auton; Dwight Eisenhower; Carl Spaatz; Jimmy Doolittle; William Kepner i el coronel Blakeslee a l'abril de 1944.

Blakeslee va volar el P-51 Mustang per primera vegada el desembre de 1943 i, a partir de llavors, va treballar de valent per aconseguir que el 4t Esquadró de la Força Aèria fos reequipat el més aviat possible amb el nou caça, pressionant molt, sobretot ara que es va convertir en comandant del 4t l'1 de gener de 1944. El 8è Comandament de la Força Aèria finalment va acceptar la sol·licitud, sempre que els pilots estiguessin operatius amb el P-51 en un termini de 24 hores després de rebre'ls. Blakeslee va estar-hi d'acord, i va instruir els seus pilots que "aprenguessin a pilotar-los de camí a l'objectiu".
El 6 de març de 1944, Blakeslee va volar en el primer Mustang sobre Berlín mentre defensava Boeing B-17s i Consolidated B-24s. Escortant els atacs massius de dia de la 8a Força Aèria sobre l'Europa ocupada sota el comandament de Blakeslee, el 4t Grup de Caça es va convertir en un dels grups amb més puntuació del VIII Comandament de Caces. L'estil agressiu del 4t va ser molt eficaç, i el 4t Grup de Caces va superar la marca de 500 baixes a finals d'abril de 1944. Al final de la guerra, el grup havia destruït 1.020 avions alemanys (550 en vol i 470 a terra).
En una d'aquestes missions d'escorta, a 16 quilòmetres al sud d'Augsburg, la declaració oficial de Blakeslee sobre un ME-109 el 18 de març va ser la següent: "Ens havíem reunit amb els bombarders a les 14:25 a prop d'Augsburg. Els bombarders volaven entre 23.000 i 25.000 i nosaltres estàvem a 27.000. Mentre fèiem R/V, vam veure un gran grup d'avions enemics monomotor SE E/A [avions enemics monomotor] que s'acostaven als bombarders en un curs paral•lel a uns 300 metres per sobre d'ells. Ens vam llançar per interceptar-los, però en la meva immersió vaig perdre de vista el grup principal d'E/A, però vaig veure uns 8 FW-190 a 900 metres per sota cap a les 9 i al mateix nivell que els bombarders. Jo i el meu número 2, el capità Gentile del 336è esquadró vam continuar la nostra immersió per interceptar-los. A mesura que ens hi acostàvem, el 8è es va dividir amb 4 avions en línia de picat al costat, així que els vam seguir fins a la coberta. acostant-se a 50 iardes abans d'obrir foc. Vaig agafar l'E/AC #3 i el capità Gentile va agafar el #4. L'E/AC va intentar evadir-se corrent i quan van girar es van posar en línia amb la popa. Quan finalment em vaig acostar a 200 iardes de l'A/CI #3, vaig veure impactes al llarg de la cua, el fuselatge, la cabina i el motor. El capó de la cabina va caure i el motor va començar a fumejar i cremar, i el tren inferior esquerre va caure. Em vaig aturar quan era a 150 iardes de l'E/A i no el vaig veure entrar, però el capità Gentile el va veure caure a terra. Vaig veure un paracaigudes obrir-se després d'haver guanyat altitud, però no estic segur si provenia de l'A/CI que havia abatut o del que el capità Gentile va destruir. L'E/A #1 i #2 aparentment van fugir durant el combat amb el #3 i el #4. La major part dels nostres trets van tenir lloc a l'alçada de les copes dels arbres. Afirmo que un FW-190 va ser destruït."
La següent fita per a Blakeslee va ser liderar la primera missió de "transbordador" a Rússia el 21 de juny de 1944, volant 2.365 quilòmetres en una missió que va durar més de 7 hores.

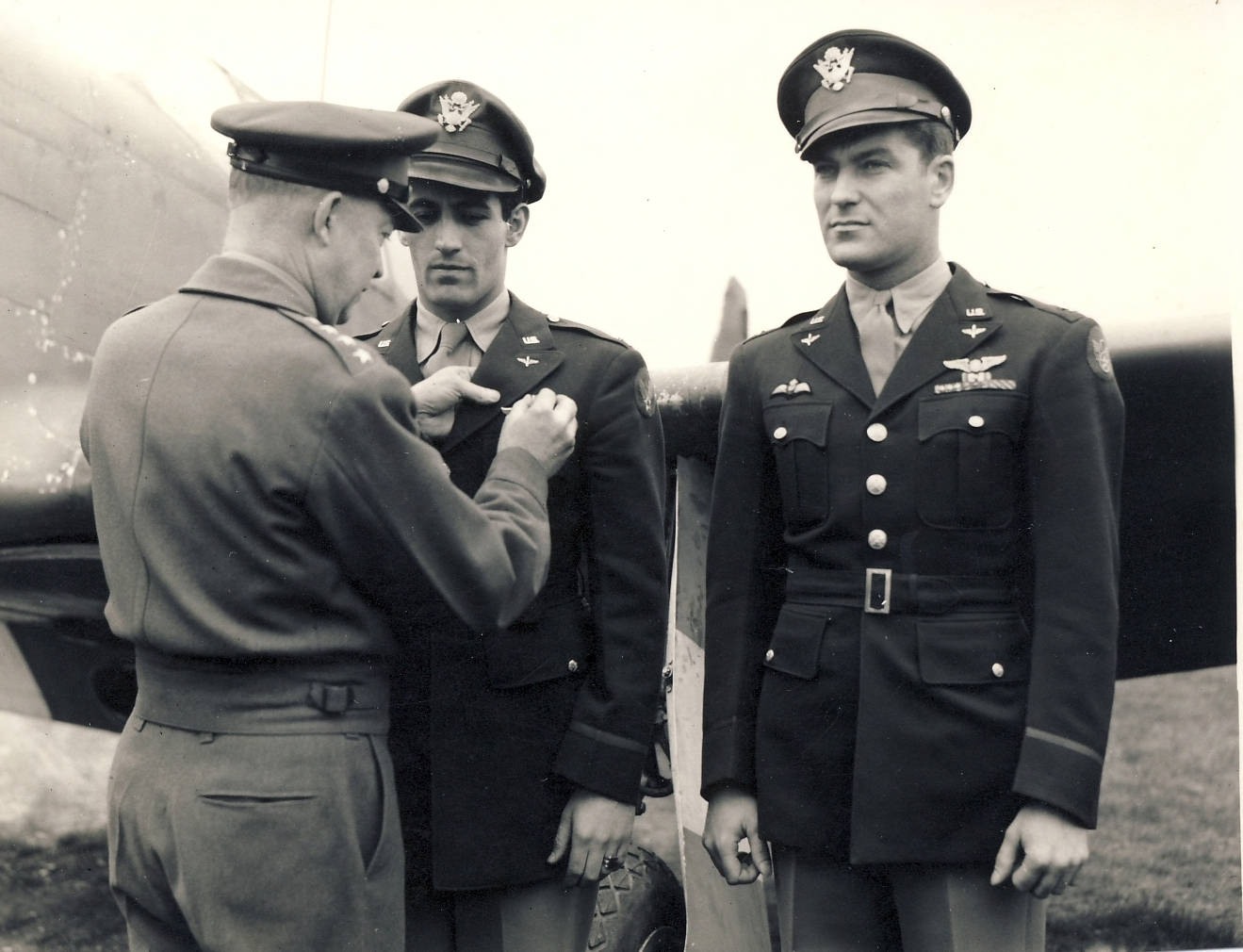
El general Dwight D. Eisenhower atorga la Creu del Servei Distingit al capità Don Gentile (esquerra) i al coronel Donald Blakeslee l'11 d'abril de 1944.

Don Blakeslee finalment va ser deixat a terra el setembre de 1944, després de la pèrdua de diversos asos de la USAAF amb puntuacions altes. Havia aconseguit 15,5 baixes a l'aire i 2 més a terra. Havia volat més de 500 sortides operatives i acumulat 1.000 hores de combat. Barrett Tillman, que va exercir com a secretari executiu de l'American Fighter Aces Association, va declarar que Blakeslee tenia més missions i hores "que qualsevol altre pilot de caça americà de la Segona Guerra Mundial".
La posició personal de Blakeslee entre els pilots aliats era considerable. L'as britànic Johnnie Johnson el va descriure com "un dels millors líders que mai han lluitat sobre Alemanya".

### Postguerra
Després del final de la Segona Guerra Mundial, Blakeslee va continuar servint a la recentment creada Força Aèria dels Estats Units. Durant la Guerra de Corea, va servir com a comandant del 27è Grup d'Escorta de Caces a la Base Aèria de Taegu a Corea del Sud i a la Base Aèria d'Itazuke al Japó, i va volar diverses missions amb el F-84 Thunderjet des del desembre de 1950 fins al març de 1951.
El març de 1963, va ser ascendit a coronel i la seva darrera destinació va ser com a Assistent Especial del Director d'Operacions de la 17a Força Aèria, des del desembre de 1964 fins que es va retirar de la Força Aèria el 30 d'abril de 1965.

### Vida personal i mort
Després de jubilar-se, Blakeslee va viure a Miami, Florida. Blakeslee es va casar amb Leola Fryer (morta el 2005) el 1944 i va tenir una filla. Blakeslee va morir el 3 de setembre de 2008 a casa seva a causa d' una insuficiència cardíaca.
El divendres 18 de setembre de 2008, el coronel Don Blakeslee i les cendres de la seva dona van ser enterrades al Cementiri Nacional d'Arlington. La cerimònia va tenir lloc a les 11:00 hores i va estar oberta al públic. La 4a Ala de Caça també va fer un sobrevol a la cerimònia.
Un obituari a The Guardian el va descriure com: "el pilot de caça de les Forces Aèries de l'Exèrcit dels Estats Units més condecorat de la Segona Guerra Mundial".

## Condecoracions
Les seves condecoracions inclouen:
| Insígnia de Pilot Comandant de la USAF                                                                     |                                                                                           |
| Emblema d'aviador de la Royal Air Force                                                                    |                                                                                           |
| Bronze oak leaf cluster · Plantilla:Ribbon devices/alt                                                     | Creu del Servei Distingit amb 1 manat de fulles de roure de bronze                        |
| Bronze oak leaf cluster · Plantilla:Ribbon devices/alt                                                     | Estrella de Plata amb 1 manat de fulles de roure de bronze                                |
| Plantilla:Ribbon devices/alt                                                                               | Legió del Mèrit                                                                           |
| Silver oak leaf cluster · Bronze oak leaf cluster · Bronze oak leaf cluster · Plantilla:Ribbon devices/alt | Creu dels Vols Distingits amb 1 manat de fulles de roure de plata i 2 de bronze           |
| Silver oak leaf cluster · Bronze oak leaf cluster · Bronze oak leaf cluster · Plantilla:Ribbon devices/alt | Medalla de l'Aire amb 1 manat de fulles de roure de plata i 2 de bronze                   |
| Bronze oak leaf cluster · Bronze oak leaf cluster · Plantilla:Ribbon devices/alt                           | Citació Presidencial d'Unitat de la Força Aèria amb 2 manats de fulles de roure de bronze |
| Plantilla:Ribbon devices/alt                                                                               | Medalla de la Campanya Americana                                                          |
| Silver star · Plantilla:Ribbon devices/alt                                                                 | Medalla de la Campanya Europea-Africana-Orient Mitjà amb 1 estrella de campanya en plata  |
| Plantilla:Ribbon devices/alt                                                                               | Medalla de la Victòria a la II Guerra Mundial                                             |
| Plantilla:Ribbon devices/alt                                                                               | Medalla de l'Exèrcit del Servei d'Ocupació                                                |
| Bronze star · Plantilla:Ribbon devices/alt                                                                 | Medalla del Servei a la Defensa Nacional amb 1 estrella de servei en bronze               |
| Bronze star · Bronze star · Bronze star · Bronze star · Plantilla:Ribbon devices/alt                       | Medalla del Servei a Corea amb estrelles de campanya en bronze                            |
| Silver oak leaf cluster · Plantilla:Ribbon devices/alt                                                     | Cinta de permanència en la Força Aèria amb 1 manat de fulles de roure en plata            |
| Plantilla:Ribbon devices/alt                                                                               | Creu dels Vols Distingits (Regne Unit)                                                    |
| Plantilla:Ribbon devices/alt                                                                               | Creu de Guerra amb Palma (França)                                                         |
| Plantilla:Ribbon devices/alt                                                                               | Citació Preidencial d'Unitat de la República de Corea                                     |
| Plantilla:Ribbon devices/alt                                                                               | Medalla Canadenca del Servei Voluntari a Ultramar                                         |
| Plantilla:Ribbon devices/alt                                                                               | Medalla de les Nacions Unides pel Servei a Corea                                          |
| Plantilla:Ribbon devices/alt                                                                               | Medalla del Servei a la Guerra de Corea                                                   |